# رينيه تريمبلي
رينيه تريمبلي هو أستاذ جامعي واقتصادي وسياسي كندي، ولد في 12 نوفمبر 1922 في Sainte-Luce, Quebec ‏ في كندا، وتوفي في 22 يناير 1968. نشط حزبياً في الحزب الليبرالي الكندي. وقد انتخب عضو مجلس العموم الكندي.